# Голець плямистий
Голець плямистий, або Палія плямиста, голець-губач (Triplophysa strauchi) — вид середньоазійських риб роду вусатих палій, родини немахейлових, ряд Коропоподібні (Cypriniformes).

## Опис
Тіло голе, веретеноподібне; за анальним плавником хвостовий відділ не стиснутий з боків. На тілі є округлі чорні плями. Населяє басейни озер Балхаш-Алакольськой западини: Балхаш, Алаколь, Сасикколь та ін. В озері Іссик-Куль зустрічається окремий підвид — Палія іссик-кульська (Triplophysa strauchi ulacholicus (Anikin, 1905)), що є найпоширенішою рибою озера. Самиці за раз вимітають від 17 до 47 тисяч ікринок. Максимальна довжина тіла доходить до 25 см, важить не більше 120 грамів.
Слугує об'єктом їжі для великих хижих риб і є об'єктом промислу.